# Colt Defense
Colt Defense LLC, разом з дочірніми компаніями є американським конструктором, розробником та виробником ручної зброї для військових та правоохоронців. Штаб-квартира розташована в Вест-Гартфорді, штат Коннектикут. Історія виробництва ведеться від Colt's Manufacturing Company, яка виникла з Colt's Patent Firearms Manufacturing Company. Компанія, як її попередники поставляли ручну зброю уряду США та іншим урядам по всьому світу з часів американсько-мексиканської війни 1847 року.
Під час реорганізації в 2002 році компанії Colt's Manufacturing Company, Inc. Colt Defense відокремилася для постачання зброї для військових, правоохоронних та охоронних ринків. Продажі уряду США (включаючи продажі урядом США іноземним урядам) склали 57% чистого продажу в 2010 році та 33% чистого продажу за перші три квартали 2011 року, причому ця зміна була результатом зменшення закупівлі карабіна М4 американськими військовими та збільшення прямих продажів іноземним державним замовникам. 14 жовтня 2010, компанія оголосила, що рада директорів призначила Джеральда Р. Дінкеля президентом і головним виконавчим директором компанії, який змінив на цій посаді Вільяма М. Кіза, який залишається членом ради директорів на посаді голови.
У 2013 році Colt Defense придбала New Colt Holding Corp., материнську компанію Colt's Manufacturing Company LLC, утворивши єдину компанію з розробки, виробництва і продажу вогнепальної зброї під маркою Colt на всіх ринках. 15 червня 2015 року Colt Defense подала заяву про банкрутство, пославшись на активи і борги в діапазоні від 100 до 500 мільйонів доларів. У січні 2016 року Colt Defense повідомила, що суд у справах про банкрутство схвалив план реструктуризації.
Colt Canada Corporation, канадська дочірня компанія, є Центром передового досвіду стрілецької зброї канадського уряду та є єдиним постачальником канадських військових гвинтівок C7 та карабінів C8. Colt Canada спочатку була заснована, як Diemaco в 1974 році і була придбана компанією Кольт в 2005 році у компанії Héroux-Devtek. Компанія та її дочірні підрозділи мають виробничі потужності в Вест-Гартфорді, штат Коннектикут та в Кітченері, провінція Онтаріо.

## Продукція

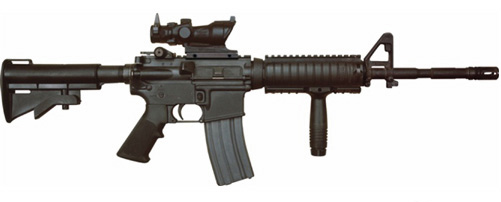
Карабін M4

Компанія Кольт є виробником гвинтівки M16, права на яку вона придбала у розробника компанії ArmaLite, і зараз пропонує повну "родину зброї", яка заснована на карабіні M4, серед яких є гвинтівка з важким стволом (HBAR), карабін з ковзним затвором (M4 & ACC-M), особисту зброю захисту зі складним прикладом (SCW), помповий карабін (APC), Commando M4 з 26,7-міліметровим стволом, піхотна автоматична гвинтівка (IARTM), пістолет-кулемет під набій 9 мм та 40 мм гранатомет M203. В липні 2012 року корпус морської піхоти США підписав з компанією Кольт п'ятирічний контракт на поставку 12000 пістолетів близького бою M-45 MEUSOC (CQBP) на базі пістолета M1911.